# Институт за физику
Институт за физику у Београду, основан 1961. године, највећа је научно-истраживачка институција у Србији у области физичких наука. Тренутно броји 120 доктора наука и 80 студената постдипломаца.
На Институту се тренутно ради на двадесетак активних FP7 пројеката, а интензивна научна сарадња се одржава и са међународним научним центром Церн у Швајцарској. Четири истраживачке јединице ове институције су признате као ЕУ центри изврсности, а две као Национални центри изврсности.

## Области истраживања
Истраживања на Институту за физику у Београду су организована по лабораторијама и истраживачким групама, а истраживања су груписана по следећим областима:
- Општа физика
- Физика елементарних честица и поља
- Нуклеарна физика
- Атомска и молекулска физика
- Електромагнетизам, оптика и акустика
- Физика гасова, плазме и електричних пражњења
- Физика кондензованог стања и наука о материјалима
- Геофизика, астрономија и астрофизика

## Историјат
Јачањем републичких научних установа основаних педесетих година 20. века, републичке власти у Србији 6. маја 1961. године на снагу доносе одлуку о оснивању девет научних установа, међу којима је и Институт за физику у Београду. Институт за физику основан је од стране Извршног већа Народне скупштине Народне Републике Србије и Универзитета у Београду, а уредба о оснивању донета је 23. марта 1961. године, да би на снагу ступила 6. маја исте године.
1962. године, донета је сагласност да се Институт бави истраживањима свих оних физичких наука које се не изучавају на Институту за нуклеарне науке "Винча". Током прве деценије свог постојања, Институт је окупљао физичаре запослене на различитим катедрама Универзитета у Београду.
Према речима Марка Поповића из 1067. године, иако је постојало доста помоћних служби, истраживачи су радили на катедрама факултета, али крајем шездесетих година 20. века Институт још увек није постао права научно-истраживачка установа.
У периоду између 1961. и 1978. године, Институт је у функцији директора предводио Александар Милојевић. У том периоду су формиране главне области истраживања, отворене су лабораторије и кроз рад Института су прошле прве генерације истраживача. И у наредним деценијама, Институт ће продужити да се придржава концепта који је поставио А. Милојевић.
1978. године долази до поделе Института, те се самостално издваја Институт за примењену физику. У другој половини седамдесетих година прошлог века долази до значајног пораста броја радова објављених у међународним часописима, када су у интервалу од 1976. до 1980. године сарадници Института објавили 238 рада.
До краја осамдесетих година, библиотека Института за физику постала је највећа колекција књига и радова из физике на западном Балкану. Међутим, деведесете године су донеле велику штету развоју Института и науке у Србији уопште. Наиме, у периоду између 1992. и 1995. године долази до такозване научне изолације када су научници били отворено против рата, што је довело до великих последица, искључења из међународних заједница и обустављање међународних пројеката.
1996. године долази до побољшања ситуације, остваривања првих Интернет веза са светом, да би 1997. године Институт успео да добије своју зграду. 1998. године долази до иницијатива путем потписивања петиција против новог Закона о универзитету.
Институт под вођством Драгана Поповића од 1994. до 2010. године постаје водећа научна установа у земљи. Од 2000. године почиње европски период развоја Института, који траје и данас. Од 2002. године, на Институту се реализује сваки седми европски пројекат који стиже у Србију. 2004. године Министарство науке проглашава Институт једном од најбољих научних институција у Србији.
2007. године српска наука улази у Европу, започињањем FP7 програма, међу чијим предводницима је и Институт за физику. 2008. године Институт је укључен у експеримент "Atlas" на великом хадронском сударачу у Церну.
Крајем прве деценије 21. века, Институт и у јавности постаје познат као научна установа од националног значаја.
Добитник је Сретењског ордена трећег степена крајем 2012. године. У јануару 2018. проглашен је за институт од националног значаја, као први такав у Србији.